# Neoconocephalus saturatus
Neoconocephalus saturatus är en insektsart som först beskrevs av Griffini 1899.  Neoconocephalus saturatus ingår i släktet Neoconocephalus och familjen vårtbitare. Inga underarter finns listade i Catalogue of Life.